# ンデレ空港
ンデレ空港(IATA:NDL,ICAO:FEFN)は中央アフリカ共和国、バミンギ・バンゴラン州、ンデレにある空港。